# Palmira (Los Santos)
Palmira è un comune (corregimiento) della Repubblica di Panama situato nel distretto di Las Tablas, provincia di Los Santos. Si estende su una superficie di 9,7 km² e conta una popolazione di 93 abitanti (censimento 2010).